# 厄尔-卢瓦省公路网

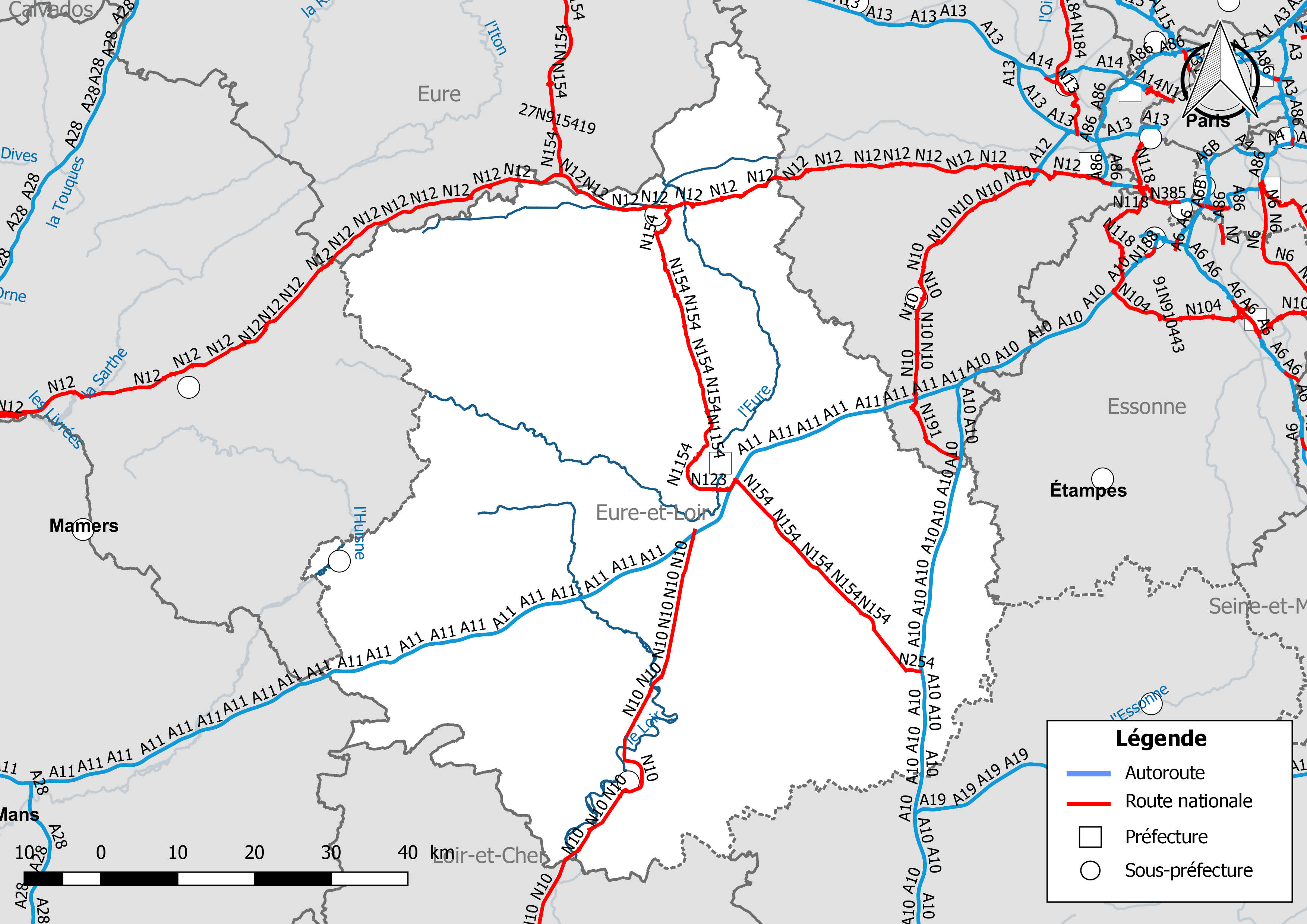
厄尔-卢瓦省公路网

厄尔-卢瓦省公路网是法国厄尔-卢瓦省境内公路设施的统称。截止2020年9月，厄尔-卢瓦省境内共有高速公路125公里，国道165公里，省道7491公里以及其它公路5515公里。

## 历史
厄尔-卢瓦省的第一条公路出现于18世纪末，最初仅供马车行驶，工业革命后开始出现机动车辆。1930年，厄尔-卢瓦省境内的公路系统进行了统一编号。1972年和2006年，法国的国道系统两次大规模拆分，其中厄尔-卢瓦省境内的法国国道N23线、N183线等均改为省道，并重新编号。
|          | 2002  | 2003  | 2004  | 2005  | 2006  | 2007  | 2008  | 2009  | 2010  | 2011  | 2012  | 2013  | 2014  | 2015  | 2016  | 2017  |
| -------- | ----- | ----- | ----- | ----- | ----- | ----- | ----- | ----- | ----- | ----- | ----- | ----- | ----- | ----- | ----- | ----- |
| 高速公路 | 125   | 125   | 125   | 125   | 125   | 125   | 125   | 125   | 125   | 125   | 125   | 125   | 125   | 125   | 125   | 125   |
| 国道     | 287   | 279   | 279   | 161   | 165   | 168   | 169   | 169   | 165   | 165   | 157   | 165   | 165   | 165   | 165   | 165   |
| 省道     | 7396  | 7397  | 7397  | 7397  | 7495  | 7496  | 7495  | 7495  | 7487  | 7491  | 7479  | 7468  | 7463  | 7462  | 7461  | 7445  |
| 其它道路 | 5284  | 5284  | 5275  | 5346  | 5397  | 5431  | 5431  | 5478  | 5515  | 5515  | 5560  | 5571  | 5571  | 5585  | 5604  | 5610  |
| 总计     | 13092 | 13085 | 13076 | 13029 | 13182 | 13220 | 13220 | 13267 | 13292 | 13296 | 13321 | 13329 | 13324 | 13337 | 13355 | 13345 |

## 路网

### 高速公路
- 法国A10号高速公路（厄尔-卢瓦省境内全长约41公里，共设有2个出入口）
- 法国A11号高速公路（厄尔-卢瓦省境内全长约84公里，共设有4个出入口）

### 国道
- 法国国道N10线（法语：Route nationale 10 (France)），厄尔-卢瓦省境内全长约51公里。
- 法国国道N12线（法语：Route nationale 12 (France)），厄尔-卢瓦省境内全长约30公里（累计）。
- 法国国道N154线（法语：Route nationale 154 (France)），厄尔-卢瓦省境内全长约84公里（含沙特尔过境段，编号为N1154）。

### 省道
| 厄尔-卢瓦省省道列表     |             |                   | |                               |
| 编号                    | 长度 （km） | 起点 连接线       | 主要途径市镇（斜体字表示该道路距离该市镇政府所在地最近距离超过1公里） | 终点 连接线                   |
| D17                     | 83.1        | （埃松省） D5     | 博斯地区加朗西耶尔 ↔ 桑维尔 ↔ 迈松 ↔ 德农维尔 ↔ 乌阿维尔 ↔ 雷克兰维尔 ↔ 布瓦维尔拉圣佩尔 ↔ 博维利耶 ↔ 沃韦昂乡 ↔ 勒戈圣但尼 ↔ 普雷圣马丁 ↔ 莫里耶 ↔ 博讷瓦勒 ↔ 蒙塔维尔/弗拉塞/当热 ↔ 洛格龙 ↔ 阿鲁新市镇 | （卢瓦-谢尔省） D87           |
| D906                    | 23.3        | （伊夫林省） D906 | 埃佩尔农 ↔ 昂什 ↔ 圣马丁德尼热勒 ↔ 曼特农 ↔ 圣皮亚 ↔ 沙特兰维利耶 ↔ 茹伊 ↔ 圣普雷 ↔ 圣皮亚/莱沃 | 圣皮亚/莱沃 D7154             |
| D921                    | 51.3        | 沙特尔 贞德广场   | 沙特尔 ↔ 吕塞/吕桑 ↔ 厄尔河畔丰特奈 ↔ 厄尔河畔诺让 ↔ 巴约勒潘 ↔ 马尼/布朗丹维尔 ↔ 伊利耶-孔布赖 ↔ 维约维克 ↔ 耶夫尔 ↔ 布鲁 ↔ 阿鲁新市镇/拉巴佐什古埃 ↔ 沙佩勒鲁瓦亚勒 | （卢瓦-谢尔省） D921          |
| D927                    | 97.2        | （卢瓦雷省） D955 | 图里 ↔ 博斯地区让维尔 ↔ 蒂耶勒佩讷 ↔ 卢瓦尼拉巴塔耶/科涅河畔丰特奈 ↔ 博斯地区奥热尔 ↔ 库尔伯艾 ↔ 科尔曼维尔 ↔ 诺通维尔/迪努瓦地区巴佐什 ↔ 瓦里兹 ↔ 锡夫里 ↔ 科涅-莫利塔尔/迪努瓦地区吕茨 ↔ 雅朗 ↔ 沙托丹 ↔ 圣但尼-拉讷赖 ↔ 阿鲁新市镇 ↔ 沙佩勒鲁瓦亚勒 ↔ 拉巴佐什古埃 ↔ 沙佩勒纪尧姆                           | （厄尔-卢瓦省/萨尔特省） D952 |
| D928                    | 75.3        | （伊夫林省） D928 | 勒梅尼勒圣西蒙 ↔ 伊夫里地区拉绍塞 ↔ 乌兰 ↔ 阿内 ↔ 苏雷勒-穆塞勒 ↔ 阿邦当 ↔ 蒙特勒伊 ↔ 德勒 ↔ 韦尔努耶 ↔ 加尔奈 ↔ 特雷翁 ↔ 欧奈苏克雷西 ↔ 索尔尼耶尔 ↔ 圣让德勒贝尔维利耶 ↔ 圣索沃尔-马维尔 ↔ 蒂默赖新堡 ↔ 蒂梅尔-加泰勒 ↔ 阿尔代勒 ↔ 迪尼 ↔ 圣莫里斯-圣日耳曼 ↔ 贝洛梅尔-盖乌维尔 ↔ 拉卢普 ↔ 圣埃利夫 ↔ 沃皮永 | （奥恩省） D928               |
| D935                    | 46.3        | 沙特尔 巴斯德广场 | 沙特尔 ↔ 勒库德赖 ↔ 莫朗塞 ↔ 沙特尔附近韦尔 ↔ 科朗塞 ↔ 达马里 ↔ 邦塞 ↔ 沃韦昂乡 ↔ 维拉尔 ↔ 迪努瓦地区讷维 ↔ 桑什维尔 ↔ 库尔伯艾 ↔ 科尔曼维尔 ↔ 居永维尔 | （卢瓦雷省） D935             |
| D939                    | 51.3        | 沙特尔 火车站     | 沙特尔 ↔ 曼维利耶 ↔ 巴约莱韦克 ↔ 当热 ↔ 韦里尼 ↔ 蒂梅尔-加泰勒 ↔ 蒂梅赖新堡 ↔ 圣马克西姆欧特里沃 ↔ 马耶布瓦 ↔ 克吕塞乡 ↔ 布雷佐勒 ↔ 费桑维利耶-马唐维利耶 ↔ 吕埃勒拉加德利耶尔 | （厄尔省） D839               |
| D955                    | 74.6        | （卢瓦雷省） D955 | 维朗皮 ↔ 迪努瓦地区圣克卢 ↔ 迪努瓦地区吕茨 ↔ 雅朗 ↔ 沙托丹 ↔ 马尔布埃 ↔ 洛格龙 ↔ 戈奥里 ↔ 耶夫尔 ↔ 布鲁 ↔ 当皮埃尔苏布鲁 ↔ 安韦尔 ↔ 吕尼 ↔ 米耶尔迈涅 ↔ 博蒙莱佐泰勒 ↔ 维谢尔 ↔ 佩尔什地区苏昂塞 ↔ 特里宰-库特尔托-圣塞日 ↔ 圣让皮埃尔菲克斯特 ↔ 诺让勒罗特鲁                                                  | （奥恩省） D955               |
| D2020                   | 23          | （埃松省） N20    | 鲁夫赖圣但尼 ↔ 巴尔曼维尔 ↔ 万维尔圣利法尔 ↔ 图里 ↔ 普万维尔 ↔ 桑蒂伊 | （卢瓦雷省） D2020            |
| D7154                   | 8           | 莱沃 N154         | 莱沃 ↔ 圣普雷 ↔ 沙特尔 ↔ 勒库德赖 | 勒库德赖 N154                 |
| 1. 2. 3. 4. 5. 6. 7. 8. |             |                   | |                               |